# Boeing International Headquarters
Le Boeing International Headquarters est le siège international de la société de constructions aéronautiques et aérospatiale Boeing situé dans le secteur de Near West Side à Chicago.
Le 10 mai 2001, la société a décidé de déménager du Morton Building International de Seattle pour s'installer à Chicago. Le nouveau domicile de la société Boeing se situe dans le quartier de Near West Side à Chicago, au 100 North Riverside Plaza sur le côté ouest de la rivière Chicago en face du secteur financier du Loop (Downtown Chicago). Une partie de l'immeuble surplombe le réseau de voies ferrées du Ogilvie Transportation Center. De ce fait, les ascenseurs ne sont pas accessibles du rez-de-chaussée.
L'immeuble fut dessiné par les architectes Perkins and Will. Il mesure 171 mètres de haut et possède 36 étages.